# Lijst van voetbalinterlands Aruba - Venezuela
Deze lijst van voetbalinterlands is een overzicht van alle officiële voetbalwedstrijden tussen de nationale teams van Aruba en Venezuela. De landen speelden tot op heden een keer tegen elkaar. Dat was een vriendschappelijke wedstrijd op 20 mei 2010 in Oranjestad.

## Wedstrijden
| № | Plaats     | Datum       | Competitie        | Wedstrijd         | Uitslag |
| - | ---------- | ----------- | ----------------- | ----------------- | ------- |
| 1 | Oranjestad | 20 mei 2010 | Vriendschappelijk | Aruba – Venezuela | 0 – 3   |

## Samenvatting
| Competitie        | Totaal gespeeld | Winst Aruba | Gelijk | Winst Venezuela | Doelsaldo Aruba – Venezuela |
| ----------------- | --------------- | ----------- | ------ | --------------- | --------------------------- |
| Vriendschappelijk | 1               | 0           | 0      | 1               | 0 − 3                       |
| Totaal            | 1               | 0           | 0      | 1               | 0 − 3                       |

Wedstrijden bepaald door strafschoppen worden, in lijn met de FIFA, als een gelijkspel gerekend.

## Details

### Eerste ontmoeting
| Vriendschappelijk (Oranjestad, Aruba, 20 mei 2010): |              | |
| Aruba | 0 – 3        | Venezuela |
| | goals        | 10' Ángel Chourio 31' Ángel Chourio 50' Edder Farías |
| Njaks Rasmijn | bondscoach   | César Farías |
| Jeffery Werleman 76' Raymond Tromp Ricangel de Lecca Antonio López 55' Ulises Nuñez Harmannus Ridderbos 46' Sylvester Schwengle 70' Theric Ruiz Francois Croes Lionel Tromp 53' Maurice Escalona | opstellingen | 46' Leonardo Morales 53' Edgar Mendoza Oswaldo Vizcarrondo Grenddy Perozo 55' Henry Pernía 66' Francisco Flores Giácomo Di Giorgi Agnel Flores 60' Yohandry Orozco Ángel Chourio Edder Farías |
| Alex Hassel 46' Joel Rodriguez 53' Junel Sanchez 55' Rodymar Paesch 70' Kenrick Dania 76' | wissels      | 46' Daniel Valdés 53' Juan Pablo Villarroel 55' Óscar Rojas 60' Ángelo Peña 66' Richard Blanco                                                                                                |
| Lionel Tromp 20' | gele kaarten | 72' Oswaldo Vizcarrondo |
| Ricangel de Lecca 36' | rode kaarten | |

AVB · A-internationals · Arubaans vrouwenelftal · Olympisch elftal
Amerikaanse Maagdeneilanden ·
Antigua en Barbuda ·
Barbados ·
Bermuda ·
Britse Maagdeneilanden ·
Cambodja ·
Canada ·
Costa Rica ·
Cuba ·
Curaçao ·
Dominica ·
Dominicaanse Republiek ·
El Salvador ·
Grenada ·
Guam ·
Guyana ·
Haïti ·
Jamaica ·
Kaaimaneilanden ·
Montserrat ·
Nederlandse Antillen ·
Panama ·
Puerto Rico ·
Saint Kitts en Nevis ·
Saint Lucia ·
Saint Vincent en de Grenadines ·
Suriname ·
Turks- en Caicoseilanden ·
Venezuela
FVF · A-internationals · Selecties · Bondscoaches · Statistieken · Venezolaans vrouwenelftal · Olympisch elftal · Venezuela U21 · Venezuela U20 · Venezuela U19 · Venezuela U18 · Venezuela U17
1938 – 1949 ·
1950 – 1959 ·
1960 – 1969 ·
1970 – 1979 ·
1980 – 1989 ·
1990 – 1999 ·
2000 – 2009 ·
2010 – 2019 ·
2020 – 2029
1938 · 
1939–1945 · 
1946 · 
1947 · 
1948 · 
1949 · 1950 · 
1951 · 
1952 · 1953 · 1954 · 
1955 · 
1956 · 
1957–1964 · 
1965 · 
1966 · 
1967 · 
1968 · 
1969 · 
1970 · 
1971 · 
1972 · 
1973 · 
1974 · 
1975 · 
1976 · 
1977 · 
1978 · 
1979 · 
1980 · 
1981 · 
1982 · 
1983 · 
1984 · 
1985 · 
1986 · 
1987 · 
1988 · 
1989 · 
1990 · 
1991 · 
1992 · 
1993 · 
1994 · 
1995 · 
1996 · 
1997 · 
1998 · 
1999 · 
2000 · 
2001 · 
2002 · 
2003 · 
2004 · 
2005 · 
2006 · 
2007 · 
2008 · 
2009 · 
2010 · 
2011 · 
2012 · 
2013 · 
2014 · 
2015 · 
2016 · 
2017 ·
2018 ·
2019 ·
2020 ·
2021 ·
2022 ·
2023 ·
2024
Angola ·
Argentinië ·
Aruba ·
Australië ·
Bahama's ·
Bermuda ·
Bolivia ·
Brazilië ·
Canada ·
Chili ·
China ·
Colombia ·
Costa Rica ·
Cuba ·
Dominicaanse Republiek ·
Ecuador ·
El Salvador ·
Estland ·
Guatemala ·
Guinee ·
Haïti ·
Honduras ·
IJsland ·
Iran ·
Italië ·
Jamaica ·
Japan ·
Joegoslavië ·
Malta ·
Mexico ·
Moldavië ·
Nederlandse Antillen ·
Nicaragua ·
Nieuw-Zeeland ·
Nigeria ·
Noord-Korea ·
Oezbekistan ·
Oostenrijk ·
Panama ·
Paraguay ·
Peru ·
Puerto Rico ·
Saoedi-Arabië · 
Spanje ·
Syrië ·
Trinidad en Tobago ·
Uruguay ·
Verenigde Arabische Emiraten ·
Verenigde Staten ·
Zuid-Korea ·
Zweden ·
Zwitserland